# Delogojdi
Delogojdi (en macédonien Делогожди, en albanais Dollogozhda) est un village du sud-ouest de la Macédoine du Nord, situé dans la municipalité de Struga. Le village comptait 2 920 habitants en 2002. Il est majoritairement albanais.

## Démographie
Lors du recensement de 2002, le village comptait :
- Albanais : 2 906 ;
- Turcs : 2 ;
- Serbes : 1 ;
- Autres : 11.